# 1972 en droit
Cet article présente les faits marquants de l'année 1972 en droit.

## Événements
- 3-11 février : conférence de Londres sur la protection des phoques de l'Antarctique.
- 12 avril : Convention sur l’interdiction des armes biologiques.
- 26 mai : 
  - la RDA et la RFA signent à Berlin un traité fondamental consacrant la division de l’Allemagne en deux États. C’est le début de l’Ostpolitik.
  - Accords SALT 1 (Strategic Arms Limitation Talks) lors du voyage de Nixon à Moscou, limitant le nombre des missiles. Les deux superpuissance ne pourront déployer plus de 100 missiles antiballistiques (ABM), et seulement dans deux zones affectées l’une à la défense de la capitale, l’autre à la protection d’un site de lancement d’engin intercontinentaux (ICBM). Ils concernent également l'interdiction des armes bactériologiques. Aucune inspection du respect des clauses de l’accord n’est prévue, les Soviétiques y voyant une forme d’espionnage. Les progrès en matière de détection par satellite permettent de contourner ce refus.
- 29 août : promulgation de la loi martiale à Madagascar.
- 13 novembre : Convention sur la prévention de la pollution des mers résultant de l’immersion de déchets.
- 21 décembre : Traité fondamental entre la RFA et la RDA.